# Antonio Fuoco
Antonio Fuoco (Cariati, Italia, 20 de mayo de 1996) es un piloto de automovilismo italiano. Fue campeón de la Fórmula Renault 2.0 Alpes en 2011, tercero de la GP3 Series en 2016, y obtuvo tres victorias y once podios en el Campeonato de Fórmula 2 de la FIA. Desde 2020 compite en carreras de turismos y en el Campeonato Mundial de Resistencia de la FIA, resultando tercero en 2022 (LMGTE Pro) y 2023 (Hypercar), y subcampeón en 2024 (Hypercar). También ha sido subcampeón del GT World Challenge Europe, y tercero del Intercontinental GT Challenge y de las 24 Horas de Le Mans en 2022. Desde 2023 es piloto de Ferrari AF Corse en el Ferrari 499P #50, resultando ganador de las 24 Horas de Le Mans 2024.
Es piloto de desarrollo de la escudería Ferrari en Fórmula 1. Anteriormente fue miembro de la Academia de Pilotos de Ferrari y piloto de desarrollo de Dragon Racing y NIO 333 en Fórmula E.

## Resumen de carrera
| Temporada | Categoría                                               | Equipo                          | Carreras          | Victorias         | Poles             | VR                | Podios            | Puntos            | Pos.              |
| --------- | ------------------------------------------------------- | ------------------------------- | ----------------- | ----------------- | ----------------- | ----------------- | ----------------- | ----------------- | ----------------- |
| 2013      | Fórmula Renault 2.0 Alpes                               | Prema Junior                    | 14                | 6                 | 5                 | 5                 | 11                | 245               | 1.º               |
| 2013      | Eurocopa de Fórmula Renault 2.0                         | Prema Powerteam                 | 2                 | 0                 | 1                 | 0                 | 0                 | N/A               | NC†               |
| 2014      | Campeonato Europeo de Fórmula 3 de la FIA               | Prema Powerteam                 | 32                | 2                 | 0                 | 2                 | 10                | 255               | 5.º               |
| 2014      | Florida Winter Series                                   | —                               | 12                | 4                 | 3                 | 3                 | 7                 | N/A               | 1.º               |
| 2015      | GP3 Series                                              | Carlin                          | 18                | 0                 | 0                 | 0                 | 2                 | 88                | 6.º               |
| 2016      | GP3 Series                                              | Trident                         | 18                | 2                 | 0                 | 0                 | 8                 | 157               | 3.º               |
| 2017      | Campeonato de Fórmula 2 de la FIA                       | PREMA Racing                    | 22                | 1                 | 0                 | 1                 | 5                 | 98                | 8.º               |
| 2018      | Campeonato de Fórmula 2 de la FIA                       | Charouz Racing System           | 24                | 2                 | 0                 | 1                 | 6                 | 141               | 7.º               |
| 2019-20   | Fórmula E                                               | NIO 333 FE Team                 | Piloto de pruebas | Piloto de pruebas | Piloto de pruebas | Piloto de pruebas | Piloto de pruebas | Piloto de pruebas | Piloto de pruebas |
| 2019-20   | Asian Le Mans Series - GT                               | Car Guy Racing                  | 1                 | 0                 | 0                 | 0                 | 0                 | 10                | 16.º              |
| 2020      | Fórmula 1                                               | Scuderia Ferrari                | Piloto de pruebas | Piloto de pruebas | Piloto de pruebas | Piloto de pruebas | Piloto de pruebas | Piloto de pruebas | Piloto de pruebas |
| 2020      | GT World Challenge Europe Endurance Cup                 | SMP Racing                      | 1                 | 0                 | 1                 | 0                 | 0                 | 7                 | 20.º              |
| 2021      | Campeonato Mundial de Resistencia de la FIA - LMGTE Am  | Cetilar Racing                  | 6                 | 1                 | 1                 | 1                 | 2                 | 75                | 5.º               |
| 2021      | WeatherTech SportsCar Championship - LMP2               | Cetilar Racing                  | 1                 | 0                 | 0                 | 0                 | 0                 | 0                 | NC‡               |
| 2021      | GT World Challenge Europe Endurance Cup                 | Iron Lynx                       | 5                 | 0                 | 0                 | 1                 | 0                 | 27                | 11.º              |
| 2021      | Intercontinental GT Challenge                           | Iron Lynx Motorsport Lab        | 1                 | 0                 | 0                 | 0                 | 0                 | 0                 | NC                |
| 2021      | Intercontinental GT Challenge                           | AF Corse - Francorchamps Motors | 2                 | 0                 | 0                 | 0                 | 0                 | 0                 | NC                |
| 2022      | Campeonato Mundial de Resistencia de la FIA - LMGTE Pro | AF Corse                        | 6                 | 1                 | 0                 | 1                 | 5                 | 131               | 3.º               |
| 2022      | WeatherTech SportsCar Championship - GTD                | Cetilar Racing                  | 3                 | 1                 | 0                 | 2                 | 1                 | 870               | 28.º              |
| 2022      | GT World Challenge Europe Endurance Cup                 | Iron Lynx                       | 5                 | 1                 | 2                 | 0                 | 3                 | 87                | 2.º               |
| 2022      | Intercontinental GT Challenge                           | Iron Lynx                       | 1                 | 0                 | 0                 | 0                 | 1                 | 58                | 3.º               |
| 2022      | Intercontinental GT Challenge                           | AF Corse - Francorchamps        | 2                 | 1                 | 0                 | 0                 | 2                 | 58                | 3.º               |
| 2023      | Campeonato Mundial de Resistencia de la FIA - Hypercar  | Ferrari - AF Corse              | 7                 | 0                 | 2                 | 1                 | 4                 | 120               | 3.º               |
| 2023      | GT World Challenge Europe Endurance Cup                 | AF Corse                        | 5                 | 0                 | 0                 | 0                 | 1                 | 33                | 9.º               |
| 2023      | IMSA SportsCar Championship - GTD                       | Cetilar Racing                  | 4                 | 0                 | 0                 | 0                 | 0                 | 637               | 38.º              |
| 2024      | Campeonato Mundial de Resistencia de la FIA - Hypercar  | Ferrari - AF Corse              | 8                 | 1                 | 1                 | 1                 | 3                 | 115               | 2.º               |
| 2024      | IMSA SportsCar Championship - GTD                       | Cetilar Racing                  | 5                 | 0                 | 1                 | 0                 | 1                 | 1183              | 29.º              |
| 2024      | Copa Mundial de GT de la FIA                            | AF Corse                        |                   |                   |                   |                   |                   |                   | 9.º               |
| 2024      | Fórmula 1                                               | Scuderia Ferrari                | Piloto de pruebas | Piloto de pruebas | Piloto de pruebas | Piloto de pruebas | Piloto de pruebas | Piloto de pruebas | Piloto de pruebas |
| 2024      | Fórmula 1                                               | Scuderia Ferrari HP             | Piloto de pruebas | Piloto de pruebas | Piloto de pruebas | Piloto de pruebas | Piloto de pruebas | Piloto de pruebas | Piloto de pruebas |
| 2025      | IMSA SportsCar Championship - GTD                       | Cetilar Racing                  | Disputándose      | Disputándose      | Disputándose      | Disputándose      | Disputándose      | Disputándose      | Disputándose      |
| 2025      | Campeonato Mundial de Resistencia de la FIA - Hypercar  | Ferrari AF Corse                | Disputándose      | Disputándose      | Disputándose      | Disputándose      | Disputándose      | Disputándose      | Disputándose      |
| Fuente:   |                                                         |                                 |                   |                   |                   |                   |                   |                   |                   |

## Resultados

### Campeonato Europeo de Fórmula 3 de la FIA
(Clave) (negrita indica pole position) (cursiva indica vuelta rápida)

| Año  | Equipo          | Motor    | 1       | 2       | 3       | 4        | 5         | 6     | 7        | 8         | 9        | 10       | 11    | 12      | 13      | 14        | 15       | 16        | 17      | 18      | 19      | 20    | 21    | 22      | 23      | 24       | 25      | 26      | 27      | 28       | 29       | 30      | 31       | 32        | 33        | Pos. | Puntos |
| ---- | --------------- | -------- | ------- | ------- | ------- | -------- | --------- | ----- | -------- | --------- | -------- | -------- | ----- | ------- | ------- | --------- | -------- | --------- | ------- | ------- | ------- | ----- | ----- | ------- | ------- | -------- | ------- | ------- | ------- | -------- | -------- | ------- | -------- | --------- | --------- | ---- | ------ |
| 2014 | Prema Powerteam | Mercedes | SIL 1 4 | SIL 2 3 | SIL 3 1 | HOC 1 11 | HOC 2 Ret | HOC 3 | PAU 1 17 | PAU 2 19† | PAU 3 11 | HUN 1 19 | HUN 2 | HUN 3 2 | SPA 1 5 | SPA 2 Ret | SPA 3 16 | NOR 1 Ret | NOR 2 7 | NOR 3 9 | MSC 1 6 | MSC 2 | MSC 3 | RBR 1 6 | RBR 2 1 | RBR 3 19 | NÜR 1 2 | NÜR 2 4 | NÜR 3 4 | IMO 1 16 | IMO 2 25 | IMO 3 2 | HOC 1 14 | HOC 2 DSQ | HOC 3 DNS | 5.º  | 255    |

- † El piloto no finalizó la carrera, pero se clasificó al completar el 90% de la distancia total.

### GP3 Series
(Clave) (negrita indica pole position) (cursiva indica vuelta rápida puntuable)

| Año  | Escudería | 1   | 1   | 2   | 2   | 3   | 3   | 4   | 4   | 5   | 5   | 6   | 6   | 7   | 7   | 8   | 8   | 9   | 9   | Pos. | Puntos | Ref.  |
| ---- | --------- | --- | --- | --- | --- | --- | --- | --- | --- | --- | --- | --- | --- | --- | --- | --- | --- | --- | --- | ---- | ------ | ----- |
| 2015 | Carlin    | BAR | BAR | SPI | SPI | SIL | SIL | BUD | BUD | SPA | SPA | MNZ | MNZ | SOC | SOC | SAK | SAK | YMC | YMC | 6.º  | 88     | [ 6 ] |
| 2015 | Carlin    | 8   | 4   | 2   | Ret | 18  | 23  | 8   | Ret | 4   | Ret | Ret | 11  | 6   | 4   | 9   | 5   | 7   | 2   | 6.º  | 88     | [ 6 ] |
| 2016 | Trident   | BAR | BAR | SPI | SPI | SIL | SIL | BUD | BUD | HOC | HOC | SPA | SPA | MNZ | MNZ | KUA | KUA | YMC | YMC | 3.º  | 157    | [ 7 ] |
| 2016 | Trident   | 4   | 3   | 5   | 3   | 3   | 1   | 2   | 10  | 1   | 18† | 4   | 2   | 8   | 3   | 8   | Ret | 16  | 17  | 3.º  | 157    | [ 7 ] |

### Campeonato de Fórmula 2 de la FIA
(Clave) (negrita indica pole position) (cursiva indica vuelta rápida puntuable)

| Año  | Escudería             | 1   | 1   | 2   | 2   | 3   | 3   | 4   | 4   | 5   | 5   | 6   | 6   | 7   | 7   | 8   | 8   | 9   | 9   | 10  | 10  | 11  | 11  | 12  | 12  | Pos. | Puntos | Ref.  |
| ---- | --------------------- | --- | --- | --- | --- | --- | --- | --- | --- | --- | --- | --- | --- | --- | --- | --- | --- | --- | --- | --- | --- | --- | --- | --- | --- | ---- | ------ | ----- |
| 2017 | PREMA Racing          | SAK | SAK | BAR | BAR | MON | MON | BAK | BAK | SPI | SPI | SIL | SIL | BUD | BUD | SPA | SPA | MNZ | MNZ | JER | JER | YMC | YMC |     |     | 8.º  | 98     | [ 8 ] |
| 2017 | PREMA Racing          | 9   | 10  | 13  | Ret | 11  | 10  | Ret | 12  | 3   | 5   | 16  | 12  | Ret | 17  | 3   | 7   | 1   | 3   | 3   | 5   | DSQ | 11  |     |     | 8.º  | 98     | [ 8 ] |
| 2018 | Charouz Racing System | SAK | SAK | BAK | BAK | BAR | BAR | MON | MON | LEC | LEC | SPI | SPI | SIL | SIL | BUD | BUD | SPA | SPA | MNZ | MNZ | SOC | SOC | YMC | YMC | 7.º  | 141    | [ 9 ] |
| 2018 | Charouz Racing System | 17  | 12  | 3   | DNS | 10  | 7   | 8   | 1   | 4   | 4   | 3   | 4   | 3   | Ret | 3   | 17  | 17  | 19  | DSQ | 10  | 6   | 9   | 7   | 1   | 7.º  | 141    | [ 9 ] |

### 24 Horas de Le Mans
| Año     | Equipo             | Copilotos                           | Automóvil           | Clase    | Vueltas | Pos. | Pos. Clase |
| ------- | ------------------ | ----------------------------------- | ------------------- | -------- | ------- | ---- | ---------- |
| 2021    | Cetilar Racing     | Roberto Lacorte Giorgio Sernagiotto | Ferrari 488 GTE Evo | GTE Am   | 90      | DNF  | DNF        |
| 2022    | AF Corse           | Miguel Molina Davide Rigon          | Ferrari 488 GTE Evo | GTE Pro  | 349     | 30.º | 3.º        |
| 2023    | Ferrari – AF Corse | Miguel Molina Nicklas Nielsen       | Ferrari 499P        | Hypercar | 337     | 5.º  | 5.º        |
| 2024    | Ferrari – AF Corse | Miguel Molina Nicklas Nielsen       | Ferrari 499P        | Hypercar | 311     | 1.º  | 1.º        |
| Fuente: |                    |                                     |                     |          |         |      |            |